# شتفلن
شتفلن (به آلمانی: Steffeln) یک شهر در آلمان است که در فولکانایفل واقع شده‌است. شتفلن ۶۷۵ نفر جمعیت دارد.